# Андерс Ельдебрінк
Андерс Ельдебрінк (швед. Anders Eldebrink; нар. 11 грудня 1960, Мур'єрв) — шведський хокеїст, що грав на позиції захисника.

## Ігрова кар'єра
Хокейну кар'єру розпочав на батьківщині 1976 року виступами за команду «Седертельє».
Протягом професійної клубної ігрової кар'єри, що тривала 23 роки, захищав кольори команд «Ванкувер Канакс», «Квебек Нордікс» та ЕХК «Клотен».
Загалом провів 69 матчів у НХЛ, включаючи 14 ігор плей-оф Кубка Стенлі.
14 квітня 2014 року Андерса обрали до Шведської хокейної зали.

## Тренерська діяльність
У 1998 став спортивним директором рідного клубу «Седертельє». 
З 2004 асистент головного тренера ЕХК «Клотен» Володимира Юрзінова, а з 2005 по 2012 головний тренер. 
У сезоні 2012/13 головний тренер АІКа.
З 2013 по 2015 роки очолював швейцарський «Рапперсвіль-Йона Лейкерс». Наступні два сезони тренував шведський «Регле».

## Нагороди та досягнення
Клубні
- Чемпіон Швеції в складі «Седертельє» — 1985.
- Чемпіон Швейцарії в складі ЕХК «Клотен» — 1993, 1994 та 1995.

Збірна
- Срібний призер чемпіонатів світу — 1981, 1986 та 1990.
- Чемпіон світу — 1987.
- Бронзовий призер Олімпійських ігор — 1988.
- Чемпіон Європи — 1990.

## Статистика

### Клубні виступи
| Сезон              | Клуб                  | Ліга               | Регулярний сезон | Регулярний сезон | Регулярний сезон | Регулярний сезон | Регулярний сезон | Плей-оф | Плей-оф | Плей-оф | Плей-оф | Плей-оф |
| Сезон              | Клуб                  | Ліга               | І                | Г                | П                | О                | ШХ               | І       | Г       | П       | О       | ШХ      |
| ------------------ | --------------------- | ------------------ | ---------------- | ---------------- | ---------------- | ---------------- | ---------------- | ------- | ------- | ------- | ------- | ------- |
| 1976–77            | «Седертельє»          | Елітсерія          | 2                | 0                | 0                | 0                | 2                | —       | —       | —       | —       | —       |
| 1977–78            | «Седертельє»          | Елітсерія          | 27               | 4                | 2                | 6                | 14               | —       | —       | —       | —       | —       |
| 1978–79            | «Седертельє»          | Д-2                | 36               | 8                | 10               | 18               | 40               | 9       | 3       | 5       | 8       | 8       |
| 1979–80            | «Седертельє»          | Д-2                | 35               | 15               | 11               | 26               | 16               | —       | —       | —       | —       | —       |
| 1980–81            | «Седертельє»          | Елітсерія          | 36               | 5                | 18               | 23               | 37               | —       | —       | —       | —       | —       |
| 1981–82            | «Ванкувер Канакс»     | НХЛ                | 38               | 1                | 8                | 9                | 21               | 13      | 0       | 0       | 0       | 10      |
| 1982–83            | «Ванкувер Канакс»     | НХЛ                | 5                | 1                | 1                | 2                | 0                | —       | —       | —       | —       | —       |
| 1982–83            | «Фредеріктон Експрес» | АХЛ                | 47               | 7                | 26               | 33               | 14               | 12      | 2       | 11      | 13      | 0       |
| 1982–83            | «Квебек Нордікс»      | НХЛ                | 12               | 1                | 2                | 3                | 8                | 1       | 0       | 0       | 0       | 0       |
| 1983–84            | «Седертельє»          | Елітсерія          | 36               | 10               | 17               | 27               | 40               | 3       | 3       | 0       | 3       | 2       |
| 1984–85            | «Седертельє»          | Елітсерія          | 34               | 10               | 12               | 22               | 20               | 8       | 2       | 6       | 8       | 14      |
| 1985–86            | «Седертельє»          | Елітсерія          | 34               | 13               | 16               | 29               | 30               | 7       | 4       | 2       | 6       | 8       |
| 1986–87            | «Седертельє»          | Елітсерія          | 31               | 11               | 15               | 26               | 40               | —       | —       | —       | —       | —       |
| 1987–88            | «Седертельє»          | Елітсерія          | 40               | 12               | 18               | 30               | 54               | 2       | 0       | 0       | 0       | 0       |
| 1988–89            | «Седертельє»          | Елітсерія          | 38               | 13               | 22               | 35               | 42               | 5       | 5       | 3       | 8       | 10      |
| 1989–90            | «Седертельє»          | Елітсерія          | 39               | 10               | 20               | 30               | 32               | 2       | 0       | 1       | 1       | 8       |
| 1990–91            | ЕХК «Клотен»          | НЛА                | 34               | 15               | 23               | 38               | —                | 10      | 1       | 6       | 7       | —       |
| 1991–92            | ЕХК «Клотен»          | НЛА                | 38               | 16               | 17               | 33               | 22               | —       | —       | —       | —       | —       |
| 1992–93            | ЕХК «Клотен»          | НЛА                | 36               | 14               | 26               | 40               | 65               | 11      | 3       | 8       | 11      | 2       |
| 1993–94            | ЕХК «Клотен»          | НЛА                | 36               | 14               | 29               | 43               | 18               | 12      | 4       | 8       | 12      | 14      |
| 1994–95            | ЕХК «Клотен»          | НЛА                | 25               | 8                | 16               | 24               | 16               | 12      | 1       | 10      | 11      | 10      |
| 1995–96            | «Седертельє»          | Д-2                | 32               | 9                | 11               | 20               | 28               | 4       | 2       | 3       | 5       | 4       |
| 1996–97            | ЕХК «Клотен»          | НЛА                | 39               | 10               | 13               | 23               | 22               | —       | —       | —       | —       | —       |
| 1997–98            | «Седертельє»          | Елітсерія          | 42               | 8                | 11               | 19               | 28               | —       | —       | —       | —       | —       |
| Усього в НЛА       | Усього в НЛА          | Усього в НЛА       | 208              | 77               | 124              | 201              | 143              | 45      | 9       | 32      | 41      | 26      |
| Усього в НХЛ       | Усього в НХЛ          | Усього в НХЛ       | 55               | 3                | 11               | 14               | 29               | 14      | 0       | 0       | 0       | 10      |
| Усього в Елітсерії | Усього в Елітсерії    | Усього в Елітсерії | 359              | 96               | 151              | 247              | 339              | 27      | 14      | 12      | 26      | 42      |

### Збірна
| Рік                | Команда            | Турнір             | І  | Г  | П  | О  | ШХ |
| ------------------ | ------------------ | ------------------ | -- | -- | -- | -- | -- |
| 1981               | Швеція             | ЧС                 | 8  | 0  | 0  | 0  | 2  |
| 1984               | Швеція             | КК                 | 8  | 0  | 4  | 4  | 6  |
| 1985               | Швеція             | ЧС                 | 8  | 2  | 1  | 3  | 18 |
| 1986               | Швеція             | ЧС                 | 7  | 1  | 0  | 1  | 6  |
| 1987               | Швеція             | ЧС                 | 10 | 3  | 2  | 5  | 4  |
| 1987               | Швеція             | КК                 | 6  | 1  | 2  | 3  | 4  |
| 1988               | Швеція             | ОІ                 | 8  | 4  | 6  | 10 | 4  |
| 1989               | Швеція             | ЧС                 | 9  | 5  | 3  | 8  | 2  |
| 1990               | Швеція             | ЧС                 | 10 | 2  | 5  | 7  | 10 |
| Національна збірна | Національна збірна | Національна збірна | 74 | 18 | 23 | 41 | 56 |